# بي-270 موسكيت
بي-270 موسكيت (الروسية: П-270 «Москит» ؛ الإنجليزية: Mosquito) هو صاروخ جوال مضاد للسفن، وهو أسرع من الصوت ويتم الدفع فيه بمحرك نفاث تضاغطي ramjet. تعريف جي آر إيه يو للصاروخ هو 3M80 ، ونسختة التي يتم إطلاقها من المنصات الجوية هي Kh-41. وقد تم تصميم الصاروخ بواسطة مكتب رادوجا للتصميم Raduga Design Bureau خلال السبعينات كخلف للصاروخ "SS-N-9 Siren". تم تصميم موسكيت بالأساس ليتم إطلاقه من السفن، ولكن تم تعديل بعض النسخ ليتم إطلاقها من البر (بواسطة شاحنات معدلة)، ومن تحت سطح الماء (غواصات) ومن الجو (بواسطة سوخوي سو-33، و النسخة البحرية من سوخوي سو-27). ويمكن لصاروخ موسكيت حمل رؤوس حربية تقليدية ونووية، وهو واحد من الصواريخ المعرفة من قبل حلف شمال الأطلسي بالاسم الكودي SS-N-22 Sunburn ، وقد تم تصديره للصين والهند ومصر ودول أخرى.

## التصميم
تصل سرعة الصاروخ إلى 3 ماخ (3675 كم/ساعة) على إرتفاع عالٍ و سرعة 2,2 ماخ على إرتفاع منخفض. وهذه السرعة تعد 4,25 إلى 3 أضعاف سرعة الصاروخ الأمريكي هاربون. وعند استخدام صواريخ أقل سرعة -مثل هاربون أو الصاروخ الفرنسي إكسوسيت- فإن أقصى وقت للاستجابة للسفينة المدافعة -نظرياً- هو 120 إلى 150 ثانية، وهذا الوقت الطويل للاستجابة يوفر الفرصة المناسبة لنشر التدابير المضادة، وتوظيف التشويش قبل نشر أنظمة الدفاع «الصعبة» كالصواريخ وأنظمة أسلحة القتال القريب، لكن السرعة العالية لصواريخ موسكيت 3M82 تقلل من وقت الاستجابة الأقصى النظري للسفينة المدافعة إلى 25 إلى 30 ثانية، وهذا الوقت القصير للاستجابة يجعل إجراءات التشويش والتدابير المضادة عملية صعبة للغاية، كما يجعل من إطلاق الصواريخ والقذائف المدفعية السريعة مسألة أكثر صعوبة. وقد تم تصميم الصاروخ بي-270 موسكيت لمكافحة المجموعات البحرية الصغيرة لحلف شمال الأطلسي في بحر البلطيق (الدنماركية والألمانية) وفي البحر الأسود (التركية) وسفن من غير بحريات الحلف في المحيط الهادي (اليابانية والكورية الجنوبية وغيرها) وللدفاع عن البر الروسي ضد الهجوم البرمائي لحلف شمال الأطلنطي.

يمكن للصاروخ القيام بمناورات مضادة للدفاع المكثف -تصل إلى 10 G- وتصل المناورات إلى 9 كيلومترات قبل الهدف.

وتم تعريف نسختين من الصاروخ بالأكواد 3M80M و 3M82

يُعتقد أن تصنيف P-270 هو المنتج الأصلي لفئة الصواريخ ، مع أكواد GRAU التابعة لوزارة الدفاع الروسية (بالبادئة 3M) والتي تحدد النوع الدقيق للصاروخ. وكان الطراز 3M80 هو النموذج الأصلي، أما النسخة 3M80M (والذي أطلق عليه أيضا 3M80E للتصدير) فهي نسخة عام 1984 من الصاروخ ، وكان أحدث إصدار هو 3M82 Moskit M. كذلك نجد الإصدار ASM-MSS/Kh-41 هو الإصدار الذي يتم إطلاقه من الجو والذي بدأ ظهوره عام 1993

وتمتاز النسخة 3M80MVE بنطاق اختياري بطول 240 كم من خلال إعداد ملف تعريف عالي الارتفاع ، ومع ذلك ، فإن استخدام ارتفاع عالِ سيجعل الصاروخ قابلاً للكشف عند مسافات أكبر بكثير.

## المواصفات
بعض المواصفات الفنية للصاروخ:

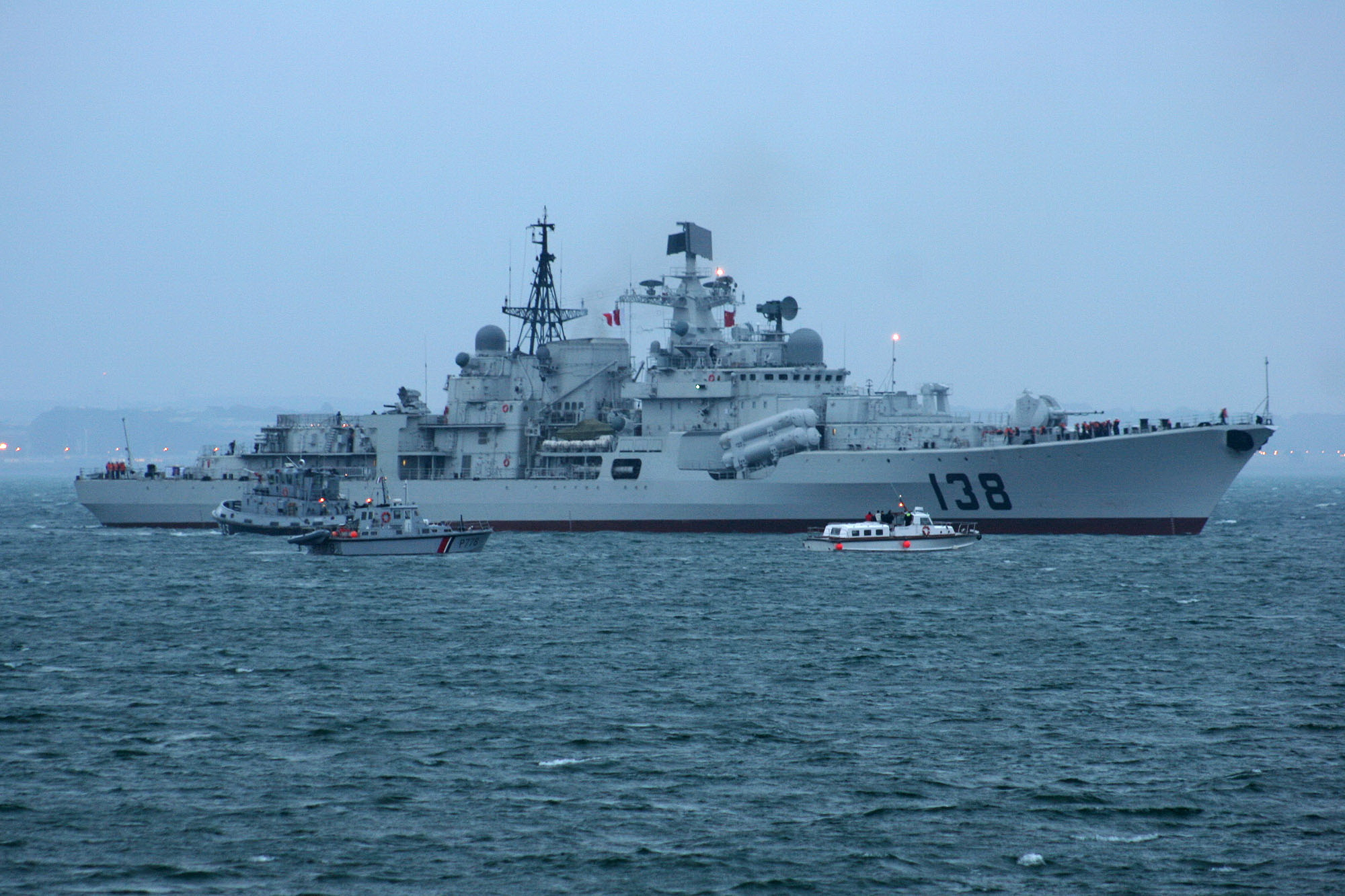
إحدى مدمرات Sovremenny الصينية المسلحة بصواريخ موسكيت

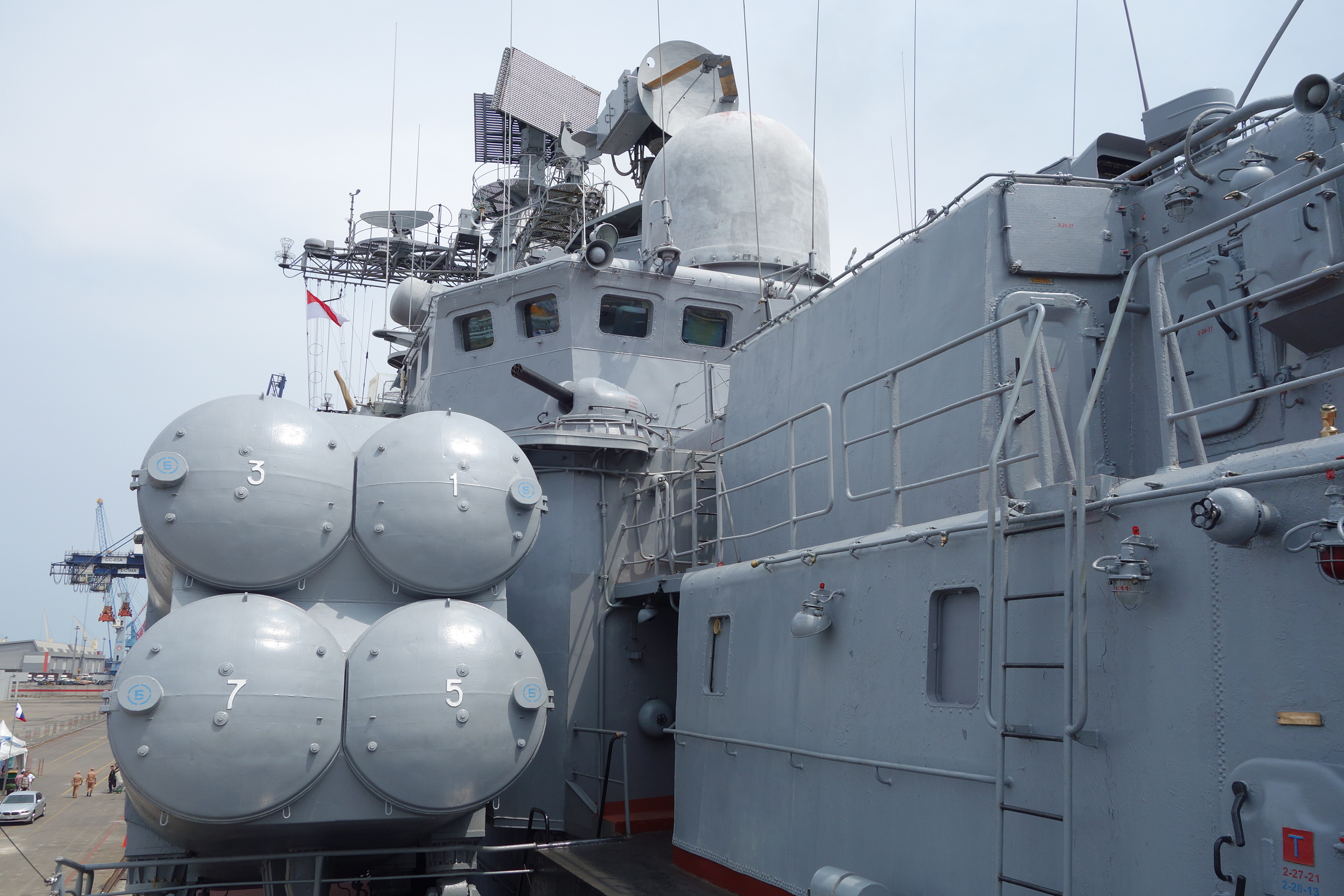
قواذف الصواريخ موسكيت على متن المدمرة الروسية DDG Bystryy (جاكرتا- ديسمبر 2015)

| نطاق الإطلاق                                 | الحد الأدنى: 10-12 كم المدى الأقصى لإطلاق النار: 3M80: من 90 إلى 120 كم (سفن السطح)، 250 كم (منصات جوية) 3M80E: مدى 120 كم (سفن السطح) 3M80MVE: مدى 140 كم (سفن سطح بمسار منخفض الارتفاع)، وبمدى 140 كم (سفن سطح وبمسار مشترك) |
| سرعة طيران الصاروخ                           | 2800 كم/ساعة (2.3 ماخ) |
| ارتفاع تجوال الصاروخ                         | من 10 إلى 20 متر (مسار منخفض)، وأقل من 7 أمتار قبل مهاجمة الهدف |
| قطاع الإطلاق بالنسبة للمستوى الجانبي للسفينة | ang.deg: ±60 |
| وقت الاستعداد للإطلاق                        | من وقت التشغيل حتى أول إطلاق: 50 ثانية من حالة الجهوزية للقتال: 11 ثانية تكرار الإطلاق: 5 ثوانٍ |
| وزن الإطلاق                                  | 3M-80E: وزن 4,150 كجم 3M-80E1:وزن 3,970 كجم |
| نوع الرأس الحربي                             | مخترق |
| وزن الرأس الحربي                             | 300 كجم (المتفجرات 150 كجم) |
| الأبعاد                                      | الطول: 9.385 متر قطر الجسم: 0.8 متر باع الجناحين: 2.1 متر الجناح مطوي: 1.3 متر |

## النسخ
- P-80 Zubr: أقصر في الأبعاد وفي المدى
- بي-270 موسكيت Sunburn: أطول في الأبعاد والمدى (وربما يتميز بسرعة أكبر)
- Kh-41: نسخة يتم إطلاقها من منصات جوية
- 3M-80MVE: نسخة ساحلية مضادة للسفن

## التصدير
الصين

قامت الصين بالتعاقد على هذا الصاروخ في أكثر من صفقة، حيث تعاقدت في أولى صفقاتها عام 1998 على عدد 48 صاروخ لتسليح مدمراتها من الفئة الروسية Sovremenny، وتم تسليمهم في عام 2000، ثم عادت وتعاقدت على 30 صاروخ إضافية في عام 2002، وتم توريدهم فيما بين عام 2005 وعام 2006.

 مصر

البحرية المصرية من بين مشغلي هذا الصاروخ، حيث تبرعت روسيا في عام 2015 بزورق الصواريخ P-32 No.832 مشروع 12421 (Tarantul-class) إلى البحرية المصرية. والسفينة مسلحة بـصواريخ بي-270 موسكيت 3M80. وفيما بين عام 2015 وعام 2016 تسلمت البحرية المصرية زورق الصواريخ وتم تسميته «أحمد فاضل» علاوة على 10 صواريخ موسكيت.

## المشغلون
| روسيا · الصين · الهند · إيران · | مصر · فيتنام · كوريا الشمالية · |